# Wiatka (pralka)
Wiatka – marka automatycznych pralek produkowanych w ZSRR przez zakłady „Elektrobytpribor” (Электробытприбор) w Kirowie. Importowane do Polski w latach 80. i na początku 90. XX wieku przez Universal. Marka jednej z najwcześniej produkowanych w Związku Radzieckim pralek automatycznych.

## Historia

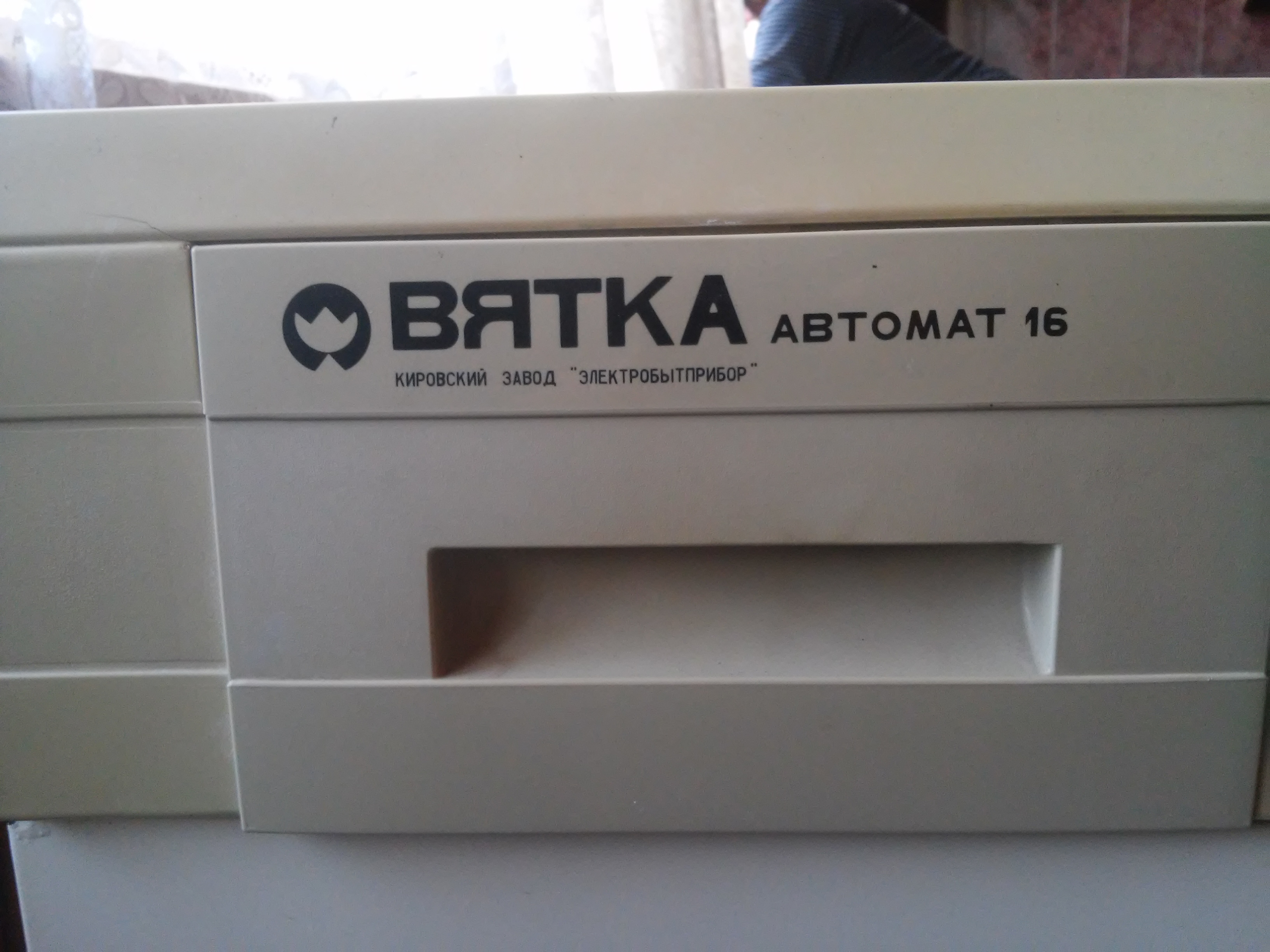
«Wiatka-automat-16» 1990 r.p., była UzSRR, Taszkent, 2020 r.

Początek produkcji modelu zaczęła się w 1974 roku, gdy Kirowskie Zakłady „Elektrobytpribor” zakupiły od włoskiej firmy Merloni (obecnie Indesit) licencje na produkcję pralek. Modernizację zakładu zakończono w 1979 roku, a 23 lutego 1981 roku wyprodukowano pierwszą serię pralek. Pralka kosztowała wówczas 495 rubli (przy średniej pensji około 700 rubli), choć później jej cenę obniżono do 400 rubli. W Związku Radzieckim, ze względu na niedostosowane instalacje elektryczne w mieszkaniach (zmieniono to w 1978 roku), przy zakupie wymagano zaświadczenia o odpowiedniej instalacji elektrycznej. W Polsce pralka ta była nieco tańsza od produkowanej w kraju pralki Polar PS 663 BIO. Cechą charakterystyczną urządzenia była możliwość przyłączenia ciepłej wody z domowej instalacji wodnej.
Na przestrzeni lat produkowano następujące modele pralek oznaczone numerami (oznaczającymi liczbę programów): 12, 14, 16, 18. Wszystkie modele wyposażono w przycisk 1/2 załadunku (obniżenie poziomu wody, przez wyłączenie czasowego dolewania wody). Dodatkowo pralka Wiatka Automat 14 posiadała przycisk prania ekonomicznego (ograniczenie temperatury do 60 st. C), Wiatka 16 dodatkowo wyłącznik wirówki, a Wiatka 18 pokrętło termostatu (zamiast przycisku E). Ostatni z tych modeli nie był już importowany do Polski.

## Dane techniczne
- wysokość – 850 mm
- szerokość – 595 mm
- głębokość – 555 mm
- pojemność bębna – 4/5 kg[a]
- moc grzejnika – 1900 W

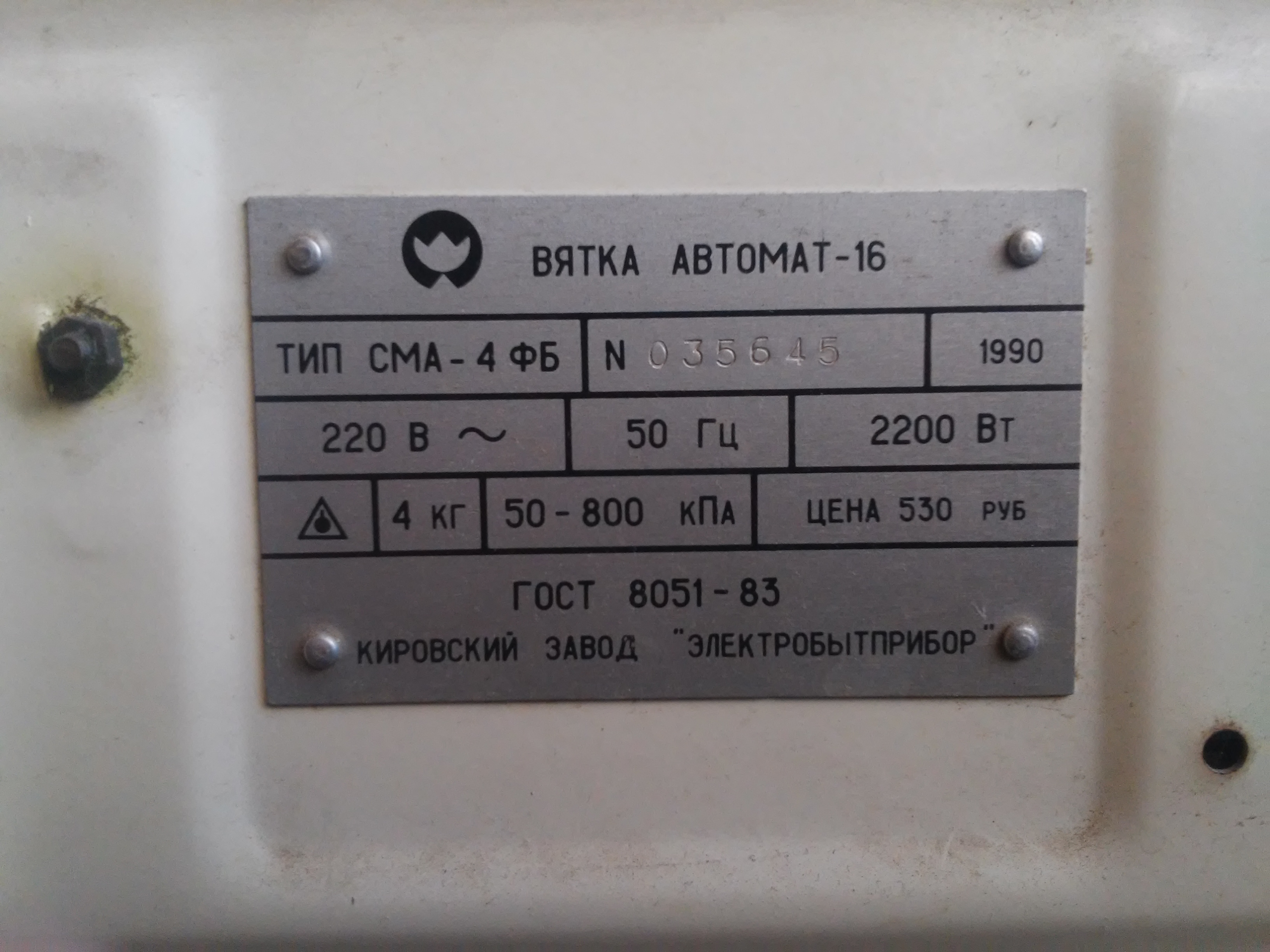
Tabliczka znamionowa «Wiatka-automat-16» 1990 r.p., była UzSRR, Taszkent, 2020 r.

- liczba obrotów na minutę podczas wirowania – 500
- zużycie wody podczas cyklu prania (pr. 1, pełen załadunek) – 150 l
- liczba programów – 12/14/16/18
- napięcie znamionowe – 220 V
- masa pralki bez opakowania – 90 kg
- dwa przyłącza: woda zimna i woda ciepła

## Wiatka w filmie
- Wiatka 14; M jak miłość – w mieszkaniu Zduńskich w kuchni (odcinki 32, 33, 39, 41, 44, 47, 48, 51, 65, 68, 69, 70, 75, 76, 83, 86)